# Mochlosoma laudatum
Mochlosoma laudatum är en tvåvingeart som beskrevs av Henry Jonathan Reinhard 1958. Mochlosoma laudatum ingår i släktet Mochlosoma och familjen parasitflugor. Inga underarter finns listade i Catalogue of Life.